# Поляков, Виктор Лазаревич
Ви́ктор Ла́заревич Поляко́в (6 [18] октября 1881, Харьков — 14 марта 1906, Париж) — русский поэт.

## Биография
Принадлежал к петербургской ветви банкирского дома Поляковых: дед Яков Соломонович, действительный статский советник, железнодорожный магнат, внесён в 3-ю часть дворянской родословной книги Области Войска Донского (1897); в 1898 году к роду деда был причислен Поляков. Отец — Лазарь Яковлевич, статский советник, инженер путей сообщения. Окончив 3-ю петербургскую гимназию (1900), Поляков поступил на юридический факультет Императорского Санкт-Петербургского университета, где учился вместе с А. А. Блоком, вспоминавшим:
«печального, строгого, насмешливого, умного и удивительно привлекательного юношу».
 Вместе с Блоком и Л. Д. Семёновым Поляков дебютировал девятью стихотворениями в университетском «Литературно-художественном сборнике» (1903). В 1903 году Поляков намеревался перевестись на историко-филологический факультет, поскольку считал главной сферой своих интересов литературу, прежде всего — поэзию («Лишь поэтам был я другом…»). На духовное и идейное формирование Полякова значительное влияние оказал Б. В. Никольский — преподаватель римского права и руководитель университетского кружка изящной словесности. Поляков был посетителем студенческих собраний на квартире Никольского. Опасаясь погромов, Поляков в 1905 году жил преимущественно в Париже. В  переписке с Никольским обсуждает широкий спектр литературных и политических проблем. Некоторые письма Полякова был написаны от имени «честного литератора».
Личность Полякова противоречива. «Старческая трезвость» и ощущение себя последним звеном в цепи культурной преемственности:
«Мы — последние поэты,
Мы — последние лучи
Догорающей в ночи,
Умирающей планеты»
, сочетались с юношеским максимализмом; монархические убеждения — с острым недовольством политикой императора. Принадлежа к патриархальной еврейской семье, Поляков «любил и хорошо знал христианство. Он мечтал даже по окончании университета поступить в духовную академию, но не желал при этом отрекаться от веры отцов». Отношение Полякова к еврейству временами было весьма критическим. Революционные события 1905 года, особенно Манифест 17 октября вызывали у него острые приступы отчаяния; патриотические чувства проявились в болезненном переживании поражения России в русско-японской войне. Всё это нашло отражение в эпиграммах и афоризмах, частично вошедших в его сборник.
Поляков покончил жизнь самоубийством 14 марта 1906 года в Париже. На средства семьи посмертно был издан сборник «Стихотворения» (СПб., 1909) с предисловием Б. В. Никольского.

## Семья
Двоюродный дядя — Илья Поляков, наездник, участник летних Олимпийских игр 1900 года.